# Venkatraman Ramakrishnan
Venkatraman "Venki" Ramakrishnan (tiếng Tamil: வெங்கட்ராமன் ராமகிருஷ்ணன்; sinh năm 1952 tại Chidambaram, Tamil Nadu, Ấn Độ) là một nhà sinh học cấu trúc tại Phòng thí nghiệm MRC Sinh học Phân tử, Đại học Cambridge, Vương quốc Anh. Ông là một người Mỹ gốc Ấn nhưng hiện làm việc tại Anh. Venkatraman Ramakrishnan nhận bằng cử nhân hóa sinh tại Đại học Baroda, Ấn Độ, năm 1971. Năm 1976, ông hoàn thành bằng tiến sĩ hóa sinh tại Đại học Ohio, Hoa Kỳ. Ngoài hóa sinh, Venkatraman Ramakrishnan cũng nghiên cứu về lý sinh và Sinh học tính toán. Năm 2009, ông được trao giải Nobel hóa học cùng với hai nhà khoa học khác là Thomas A. Steitz và Ada Yonath.